# Футболіст року в Молдові
Футболіст року в Молдові (рум. Fotbalistul moldovean al anului) — щорічна нагорода найкращому молдовському футболісту. Спочатку, починаючи з 1992 року, журнал «Fotbal Hebdo» визначав футболіста року, але після того, як газета перестала виходити з фінансових причин, наприкінці 1999 року Федерація футболу Молдови взяла на себе ці функції та продовжила визначати найкращого гравця країни.

## Футболіст року
| Рік  | ГРавець            | Клуб                               | Позиція     |
| ---- | ------------------ | ---------------------------------- | ----------- |
| 1992 | Олександр Спірідон | Зімбру                             | Півзахисник |
| 1993 | Олександр Куртіян  | Зімбру                             | Півзахисник |
| 1994 | Сергій Клещенко    | Зімбру                             | Нападник    |
| 1995 | Іон Тестеміцану    | Зімбру                             | Захисник    |
| 1996 | Сергій Рогачов     | Олімпія (Бєльці)                   | Нападник    |
| 1997 | Іон Тестеміцану    | Зімбру                             | Захисник    |
| 1998 | Олександр Куртіян  | Зеніт (Санкт-Петербург)            | Півзахисник |
| 1999 | Сергій Єпуряну     | Зімбру                             | Півзахисник |
| 2000 | Сергій Клещенко    | Маккабі (Хайфа)                    | Нападник    |
| 2001 | Сергій Рогачов     | Сатурн (Раменське)                 | Нападник    |
| 2002 | Борис Чеботар      | Зімбру                             | Півзахисник |
| 2003 | Сергій Ковальчук   | Карпати (Львів)                    | Півзахисник |
| 2004 | Сергій Ковальчук   | Карпати (Львів) Спартак (Москва)   | Півзахисник |
| 2005 | Сергій Ковальчук   | Спартак (Москва)                   | Півзахисник |
| 2006 | Раду Ребежа        | Москва                             | Півзахисник |
| 2007 | Олександр Єпуряну  | Москва                             | Захисник    |
| 2008 | Віталій Бордіян    | Металіст (Харків)                  | Захисник    |
| 2009 | Олександр Єпуряну  | Москва                             | Захисник    |
| 2010 | Олександр Єпуряну  | Динамо (Москва)                    | Захисник    |
| 2011 | Олександр Суворов  | Краковія                           | Півзахисник |
| 2012 | Олександр Єпуряну  | Динамо (Москва) Крила Рад (Самара) | Захисник    |
| 2013 | Александру Гацкан  | Ростов                             | Півзахисник |
| 2014 | Артур Йоніце       | Верона                             | Півзахисник |
| 2015 | Александру Гацкан  | Ростов                             | Півзахисник |
| 2016 | Александру Гацкан  | Ростов                             | Півзахисник |
| 2017 | Александру Гацкан  | Ростов                             | Півзахисник |
| 2018 | Олександр Єпуряну  | Істанбул Башакшехір                | Захисник    |
| 2019 | Артур Йоніце       | Кальярі                            | Півзахисник |
| 2020 | Олег Рябчук        | Пасуш-де-Феррейра                  | Захисник    |
| 2021 | Олег Рябчук        | Олімпіакос                         | Захисник    |
| 2022 | Олег Рябчук        | Олімпіакос                         | Захисник    |

## Статистика

### За гравцем
| Pos. | Футболіст          | Титулів | Роки                         |
| ---- | ------------------ | ------- | ---------------------------- |
| 1    | Олександр Єпуряну  | 5       | 2007, 2009, 2010, 2012, 2018 |
| 2    | Александру Гацкан  | 4       | 2013, 2015, 2016, 2017       |
| 3    | Сергій Ковальчук   | 3       | 2003, 2004, 2005             |
| 3    | Олег Рябчук        | 3       | 2020, 2021, 2022             |
| 5    | Сергій Клещенко    | 2       | 1994, 2000                   |
| 5    | Олександр Куртіян  | 2       | 1993, 1998                   |
| 5    | Сергій Рогачов     | 2       | 1996, 2001                   |
| 5    | Іон Тестеміцану    | 2       | 1995, 1997                   |
| 5    | Артур Йоніце       | 2       | 2014, 2019                   |
| 8    | Віталій Бордіян    | 1       | 2008                         |
| 8    | Борис Чеботар      | 1       | 2002                         |
| 8    | Сергій Єпуряну     | 1       | 1999                         |
| 8    | Раду Ребежа        | 1       | 2006                         |
| 8    | Олександр Спірідон | 1       | 1992                         |
| 8    | Олександр Суворов  | 1       | 2011                         |

### За клубом
| Pos. | Клуб                    | Титули | Роки                               |
| ---- | ----------------------- | ------ | ---------------------------------- |
| 1    | Зімбру                  | 6      | 1993, 1994, 1995, 1997, 1999, 2002 |
| 2    | Ростов                  | 4      | 2013, 2015, 2016, 2017             |
| 3    | Москва                  | 3      | 2006, 2007, 2009                   |
| 4    | Карпати (Львів)         | 2      | 2003, 2004                         |
| 4    | Спартак (Москва)        | 2      | 2004, 2005                         |
| 4    | Динамо (Москва)         | 2      | 2010, 2012                         |
| 4    | Олімпіакос              | 2      | 2021, 2022                         |
| 8    | Бєльці                  | 1      | 1996                               |
| 8    | Зеніт (Санкт-Петербург) | 1      | 1998                               |
| 8    | Маккабі (Хайфа)         | 1      | 2000                               |
| 8    | Сатурн (Раменське)      | 1      | 2001                               |
| 8    | Металіст (Харків)       | 1      | 2008                               |
| 8    | Краковія                | 1      | 2011                               |
| 8    | Крила Рад (Самара)      | 1      | 2012                               |
| 8    | Верона                  | 1      | 2014                               |
| 8    | Істанбул Башакшехір     | 1      | 2018                               |
| 8    | Кальярі                 | 1      | 2019                               |
| 8    | Пасуш-де-Феррейра       | 1      | 2020                               |

## Тренер року
| Сезон | Переможець                            | 2 місце                                   | 3 місце                                       |
| ----- | ------------------------------------- | ----------------------------------------- | --------------------------------------------- |
| 2001  | Олександр Спірідон (Молдова U-21)     |                                           |                                               |
| 2004  | Олександр Мацюра (Ністру (Атаки))     |                                           |                                               |
| 2005  | Борис Тропанець (Молдова U-21)        |                                           |                                               |
| 2006  | Еміл Карас (Дачія (Кишинів))          |                                           |                                               |
| 2007  | Ігор Добровольський (Молдова)         | Еміл Карас (Дачія (Кишинів))              | Леонід Кучук (Шериф)                          |
| 2008  | Влад Гоян (Іскра-Сталь, Молдова U-19) | Йон Карас (Зімбру)                        | Леонід Кучук (Шериф)                          |
| 2009  | Леонід Кучук (Шериф)                  | Влад Гоян (Іскра-Сталь, Молдова U-19)     | Ігор Добровольський (Молдова)                 |
| 2010  | Влад Гоян (Іскра-Сталь)               | Андрій Сосницький (Шериф)                 | Ніколае Буня (Олімпія (Бєльці))               |
| 2011  | Ігор Добровольський (Дачія (Кишинів)) | Віталій Рашкевич (Шериф)                  | Гаврил Балінт (Молдова) Влад Гоян (Тирасполь) |
| 2012  | Влад Гоян (Тирасполь)                 | Ігор Добровольський (Дачія (Кишинів))     | Олександр Куртіян (Молдова)                   |
| 2013  | Йон Карас (Молдова)                   | Ліліан Попеску (Костулень)                | Олександр Куртіян (Молдова U-19)              |
| 2014  | Ліліан Попеску (Костулень)            | Олександр Куртіян (Молдова U-19, Молдова) | Олег Кубарєв (Зімбру)                         |
| 2015  | Юрій Осипенко (Мілсамі)               | Штефан Стойка (Молдова)                   | Ліліан Попеску (Костулень)                    |
| 2016  | Андріан Сосновський (Мілсамі)         |                                           |                                               |
| 2017  | В'ячеслав Руснак (Мілсамі)            |                                           |                                               |
| 2018  | Ліліан Попеску (Петрокуб)             |                                           |                                               |
| 2019  | Сергій Чеботарь (Сфинтул Георге)      |                                           |                                               |
| 2020  | Ліліан Попеску (Петрокуб)             | Сергій Чеботарь (Сфинтул Георге)          | Андріе Мартін (Дачія (Буюкань))               |
| 2021  | Юрій Вернидуб (Шериф)                 |                                           |                                               |
| 2022  | Ліліан Попеску (Зімбру)               | Сергей Клещенко (Молдова)                 | Штефан Стойка (Молдова U-19)                  |